# Báo sư tử tấn công

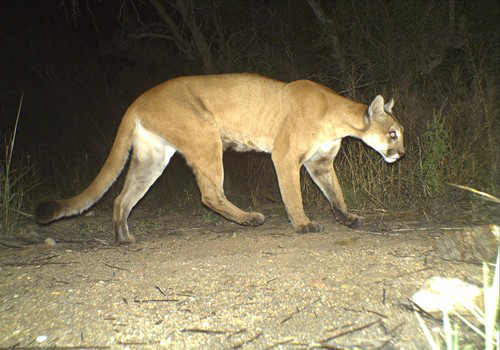
Những bẫy ảnh (camera trap) ghi lại hình ảnh một con báo sư tử xâm nhập vào khu dân cư tại Arizona

Báo sư tử tấn công con người chỉ về những vụ việc con người bị tấn công bởi báo sư tử xảy ra ở Bắc Mỹ. Nhìn chung, việc báo sư tử tấn công con người thì rất ít, nhưng có thể xảy ra, đặc biệt khi con người xâm lấn các vùng đất hoang và tác động tới nguồn thức ăn của chúng. Riêng ở Hoa Kỳ ghi nhận nhiều trường hợp báo sư tử phục kích tấn công những người chạy bộ thể thao ở núi hay đi xe đạp địa hình, chúng sẽ chọn địa điểm trên cao, những nơi vắng vẻ và nhảy chồm lên nạn nhân rồi cấu xé.

## Tổng quan
Số lượng ước tính khoảng 30.000 cá thể ở miền tây nước Mỹ. Ước tính có khoảng 4.000 đến 6.000 báo sư tử ở California và khoảng 4.500 đến 5.000 ở Colorado. Tại Canada, báo sư tử được tìm thấy ở miền tây các đồng cỏ ở Alberta và British Columbia. Báo sư tử đang mở rộng lãnh địa của chúng tới miền đông, dọc theo các lạch và bờ sông, và đã đến tới Missouri và Michigan. Người ta cho rằng chúng sẽ mở rộng lãnh địa này tới toàn bộ miền đông và nam nước Mỹ trong thời gian tới. Có một số các báo cáo về sự tồn tại của báo cu ga miền đông còn sót lại ở New Brunswick và đồng bằng Gaspé ở Quebec.
Vì sự đô thị hóa trong những khu tiếp giáp đô thị-đất hoang nên báo sư tử thông thường hay va chạm với con người, đặc biệt ở những khu với quần thể lớn của nai, con mồi tự nhiên của chúng. Chúng cũng đi săn các con vật nuôi như chó hay mèo, và gia súc, nhưng chúng lại không phải là nguồn thức ăn của con người.

## Thống kê
Đã có 53 báo cáo thống kê khoảng 100 vụ tấn công của báo sư tử đối với con người ở Mỹ và Canada trong giai đoạn từ năm 1890 đến tháng 1 năm 2004, với 16 người tử vong; các con số cho California là 14 vụ và 6 người chết. Tổng cộng đến năm 2004, đã có 88 vụ tấn công với 20 người thiệt mạng. Sự tấn công của báo sư tử lên con người và vật nuôi gắn với các khu vực dân cư nằm ở các khu vực pha trộn đất đô thị-đất hoang như khu vực Boulder, Colorado là nơi có các con mồi truyền thống của báo sư tử, như nai tai la (Odocoileus hermionus) đã quen sống gần khu vực dân cư và các vật nuôi. Báo sư tử trong những hoàn cảnh đó có thể không sợ con người và chó nữa và coi đây cũng là con mồi của chúng. Kể từ năm 1890, bang California của Mỹ xảy ra 13 vụ báo sư tử tấn công làm 6 người tử vong.
Vào ngày 8 tháng 1 năm 2004 báo sư tử đã giết và ăn một phần xác một người đi xe đạp trên núi ở công viên Whiting Ranch Wilderness thuộc quận Cam, California; và được coi là tấn công lên một người khác ngày hôm sau tại công viên này, nhưng người này đã được cứu thoát bởi một người đi xe đạp khác. Sau đó con báo sư tử đực trẻ này đã bị bắn hạ gần khu vực đó trong cùng ngày.
Năm 2012, Cảnh sát đã bắn chết một con sư tử núi lang thang tới một khu thắng cảnh trong thành phố trước khi được tìm thấy sau văn phòng ở Santa Monica, gần khu phố đi bộ và cách bờ biển phía tây Los Angeles (Mỹ) chỉ vài dãy nhà. Các nhà chức trách đã thử nhiều cách nhằm nỗ lực chế ngự con sư tử đực nặng 34 kg, trong đó có dùng cả thuốc an thần và hơi cay trước khi nổ súng bắn chết để đảm bảo an ninh cho người dân.
Tháng 9 năm 2014, vụ một con sư tử núi vồ bé 6 tuổi gần chết, trên một đường mòn ở núi Santa Cruz bên ngoài Cupertino, Califonia, Mỹ. Vụ tấn công này làm em bị thương nặng, bị con thú vồ từ phía sau, sau khi vồ lấy em, con sư tử này đã kéo em đi một đoạn trước khi bị ba mẹ của cậu bé phát hiện và cứu em. Các cơ quan chức năng đang triển khai chó săn K9 để lần theo dấu vết của con sư tử trên dựa vào mẫu nước dãi thu nhập được trên người của cậu bé, nếu tìm được, nó sẽ bị giết.

## Các mẹo an toàn
Các lời khuyên an toàn này được đưa ra bởi California Department of Fish and Game và biên soạn lại cho Orange County Register bởi M. Doss:

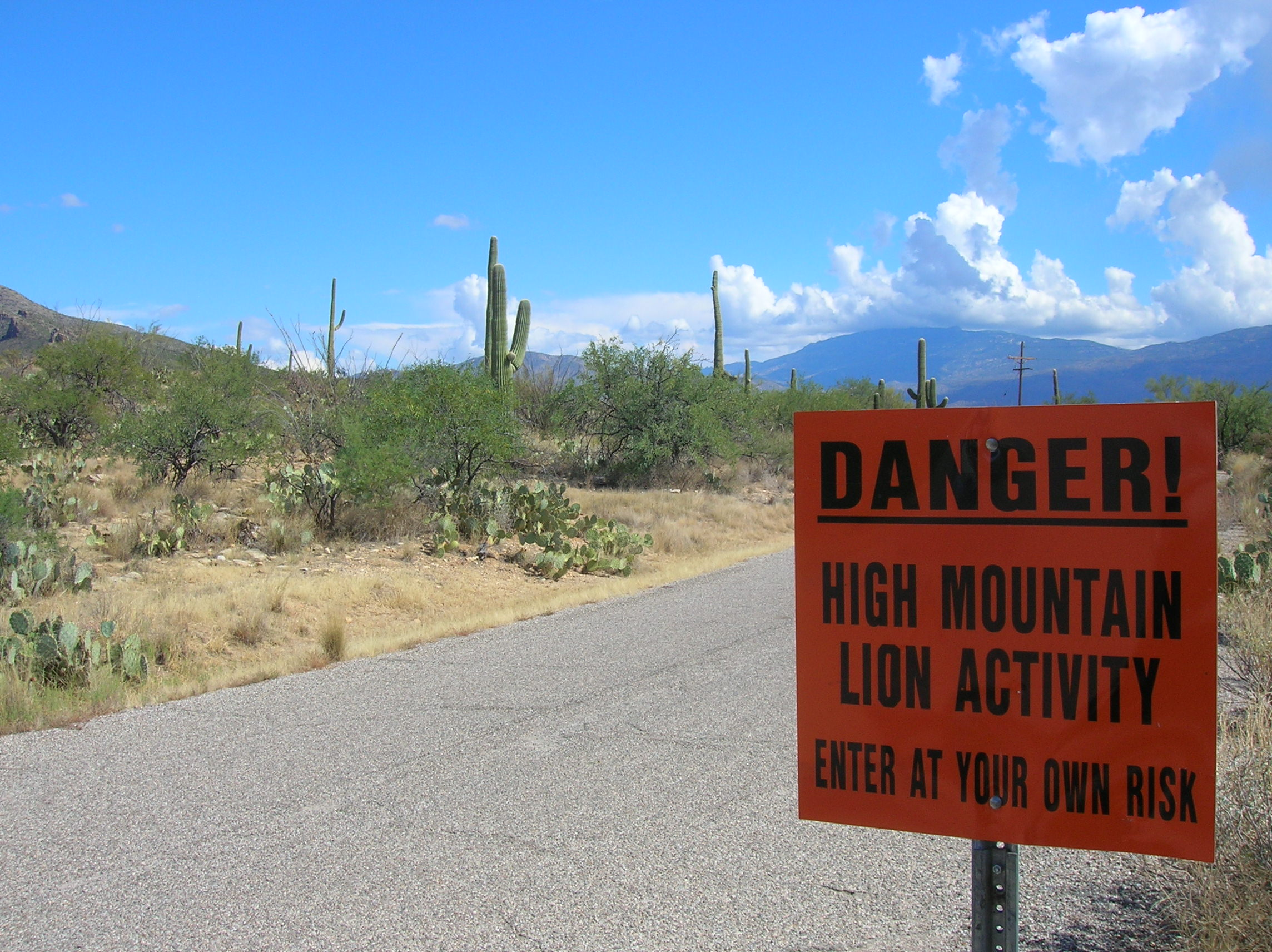
Một biển cảnh báo mối nguy hiểm của báo sư tử

- Không đi một mình; đi thành nhóm với người lớn kiểm soát trẻ em.
- Nếu bạn giáp mặt với sư tử núi, không được bỏ chạy; điều này có thể đánh thức bản năng săn đuổi mồi của chúng. Ngược lại, hãy đối mặt với chúng và nhìn thẳng vào mắt nó.
- Thu thập trẻ em, không được cúi xuống hay nghiêng mình trước sư tử núi, nếu có thể.
- Không được cúi xuống hay nghiêng mình đi; điều này làm cho bạn trong mắt của sư tử núi như là một con mồi 4 chân thông thường thay vì là con người.
- Làm mọi thứ để bạn được nhìn thấy to lớn hơn: dang rộng tay, phanh áo jacket, ném đá hay cành cây.
- Chống cự lại nếu nó tấn công. Sư tử núi có thể bị đẩy lùi với đá, gậy, công cụ làm vườn, các cú đạp hay đấm.
- Chỗ tốt nhất để đánh sư tử núi là mõm chúng.
- Loại bỏ các loại cây thấp và rậm rạp, là nơi chúng có thể ẩn nấp.
- Lắp đặt đèn chiếu sáng cửa nhạy với chuyển động.
- Giữ không cho gia súc đi lang thang, không cho chúng ăn ngoài trời.
- Việc chạy trên các đường mòn trong các vùng đất hoang có thể là nguy hiểm vì những người này ít để ý đến xung quanh và chuyển động có thể kích thích phản xạ "đuổi và giết" của loài thú này.